# Вулиця Василя Стефаника (Тернопіль)
Вулиця Василя Стефаника — вулиця в житловому масиві «Східний» міста Тернополя. Названа на честь українського письменника, громадського діяча, політика Василя Стефаника.

## Відомості
Розпочинається від вулиці Андрія Малишка, пролягає, перетинаючись з вулицею Глибокою на північ вглиб мікрорайону, де і закінчується. На вулиці розташовані приватні будинки.

## Транспорт
Рух вулицею — двосторонній, дорожнє покриття — асфальт. Громадський транспорт по вулиці не курсує, найближча зупинка знаходиться на вулиці Андрія Малишка.